# Machu Picchu (Tangerine Dream)
Machu Picchu is een studioalbum van Tangerine Dream of in dit geval van het nog enige overgebleven basislid Edgar Froese. Het album is een hommage van Froese aan John Peel, de diskjockey van de BBC die ten tijde van TD’s album Phaedra de band een warm hart toedroeg. Peel overleed op 25 oktober 2004 in Cuzco. Froese was zo geëmotioneerd dat hij daarop een aantal opnamen maakte, die eigenlijk voor privégebruik bestemd waren, maar in 2012 toch publiek verschenen op het eigen platenlabel van TD. Het schijfje is verdeeld in zes tracks, maar alles wordt achter elkaar doorgespeeld.
De titel van het album slaat op de Inca-stad in Peru, Machu Picchu. 

## Musici
- Edgar Froese – synthesizers, elektronica

## Muziek
Alle van Froese

| Nr. | Titel                              | Duur  |
| --- | ---------------------------------- | ----- |
| 1.  | Caminos del Inca                   | 10:00 |
| 2.  | Machu Picchu                       | 5:32  |
| 3.  | Adios a Cusco                      | 8:08  |
| 4.  | Tayta Inti (zonnegod)              | 7:26  |
| 5.  | Rio Urubamba                       | 5:57  |
| 6.  | La piedra intihuatana (zonnesteen) | 8:14  |

CD1: Das romantische Opfer ·
CD2: Fallen Angels ·
CD3: Choice ·
CD4: Flame ·
CD5: A Cage in Search of a Bird ·
CD6: Zeitgeist EP ·
CD7: The Gate of Saturn ·
CD8: Mona da Vinci ·
CD9: Machu Picchu ·
CD10: Josephine the mouse singer ·
CD11: Mala Kunia ·
CD12: Quantum key